# Luci Valeri Flac (cònsol 261 aC)
Luci Valeri Flac (Lucius Valerius M. F. L. N. Flaccus) va ser un magistrat romà del segle iii aC. Formava part de la gens Valèria i era de la família dels Flac.
Va ser elegit cònsol l'any 261 aC juntament amb Tit Octacili Cras. Va fer la guerra a l'illa de Sicília contra els cartaginesos, però no va aconseguir cap victòria.